# CIF-70 Qasigiannguit
Christianshåb Idrætsforening-70 Qasigiannguit (kurz CIF-70 Qasigiannguit) ist ein grönländischer Fußballverein aus Qasigiannguit.

## Geschichte
CIF-70 Qasigiannguit wurde 1970 als zweiter Verein der Stadt nach Kugsak-45 Qasigiannguit gegründet.
CIF-70 Qasigiannguit wurde im Zusammenhang mit der Grönländischen Fußballmeisterschaft erstmals 1972 erwähnt, als der Verein auf der vorläufigen Teilnehmerliste stand. Es ist unbekannt, ob er letztlich tatsächlich teilgenommen hat. Sicher als Teilnehmer belegt ist der Verein erstmals 1978, als er sich für die Schlussrunde qualifizieren konnte, dort aber auf dem letzten Platz landete. Im Folgejahr nahm der Verein erneut an der Schlussrunde teil und wurde erstmals grönländischer Meister. Im Jahr darauf konnte die Mannschaft sich ein weiteres Mal qualifizieren und wurde Dritter. 1983 wurde CIF-70 Qasigiannguit grönländischer Vizemeister. Obwohl die Mannschaft für 1985 als Sieger einer Qualifikationsgruppe überliefert ist, schied sie offenbar in einer weiteren Runde aus und verpasste die Qualifikation für die Schlussrunde. In den folgenden Jahren verzichtete die Mannschaft offenbar meist auf eine Teilnahme, einzig 1992 nahm sie teil, konnte sich aber nicht für die Schlussrunde qualifizieren. Seither ist keine Teilnahme mehr überliefert.

## Platzierungen bei der Meisterschaft
- 1970: unbekannt
- 1971: unbekannt
- 1972: unbekannt
- 1973: unbekannt
- 1974: unbekannt
- 1975: unbekannt
- 1976: unbekannt
- 1977: unbekannt
- 1978: Platz 4 (von 4)
- 1979: Meister
- 1980: Platz 3 (von 6)
- 1981: unbekannt
- 1982: unbekannt
- 1983: Platz 2 (von ?)
- 1984: unbekannt
- 1985: nicht qualifiziert
- 1986: unbekannt
- 1987: unbekannt
- 1988: unbekannt
- 1989: unbekannt
- 1990: nicht teilgenommen
- 1991: nicht teilgenommen
- 1992: nicht qualifiziert
- 1993: nicht teilgenommen
- 1994: unbekannt
- 1995: nicht teilgenommen
- 1996: unbekannt
- 1997: nicht teilgenommen
- 1998: unbekannt
- 1999: nicht teilgenommen
- 2000: nicht teilgenommen
- 2001: nicht teilgenommen
- 2002: nicht teilgenommen
- 2003: nicht teilgenommen
- 2004: unbekannt
- 2005: unbekannt
- 2006: unbekannt
- 2007: unbekannt
- 2008: unbekannt
- 2009: nicht teilgenommen
- 2010: nicht teilgenommen
- 2011: nicht teilgenommen
- 2012: unbekannt
- 2013: unbekannt
- 2014: nicht teilgenommen
- 2015: nicht teilgenommen
- 2016: nicht teilgenommen
- 2017: nicht teilgenommen
- 2018: nicht teilgenommen
- 2019: nicht teilgenommen
- 2020: nicht teilgenommen
- 2021: (nicht ausgetragen)
- 2022: unbekannt
- 2023: unbekannt